# Pelagisk flora og fauna
Pelagisk flora og fauna er planter og dyr, der lever i åbent vand og ikke på bunden eller i kystfarvande. De særlige forhold, der hersker i det åbne hav og i store søer, har medført en del tilpasninger.